# Чернево (Волоколамский район)
Чернево — деревня в Волоколамском районе Московской области России, входит в состав сельского поселения Спасское. Население — 55 чел. (2010).

## География
Деревня Чернево расположена на западе Московской области, в юго-западной части Волоколамского района, на правом берегу реки Рузы, примерно в 18 км к юго-западу от города Волоколамска, с которым связана прямым автобусным сообщением.
В деревне три улицы — Луговая, Солдатская и Школьная. Ближайшие населённые пункты — деревни Лазарево, Кусакино, Трулиси, Клетки и Малое Сытьково.

## Население
| 1852 | 1859 | 1899 | 1926 | 2002 | 2006 |
| ---- | ---- | ---- | ---- | ---- | ---- |
| 381  | ↘354 | ↗360 | ↘336 | ↘73  | ↘68  |
| 2010 |      |      |      |      |      |
| ↘55  |      |      |      |      |      |

## История
Чернево, сельцо 2-го стана, Государственных Имуществ, 184 души мужского пола, 197 женского, 60 дворов, 117 верст от столицы, 44 от уездного города, на проселочной дороге.— Нистрем К. Указатель селений и жителей уездов Московской губернии, 1852 г.
В «Списке населённых мест» 1862 года — казённая деревня 2-го стана Можайского уезда Московской губернии по правую сторону Волоколамского тракта из города Можайска, в 40 верстах от уездного города, при реке Рузе, с 56 дворами и 354 жителями (164 мужчины, 190 женщин).
По данным на 1899 год — деревня Канаевской волости Можайского уезда с 360 душами населения и земской школой.
В 1913 году — 71 двор, земское училище и трактир.
1925—1929 гг. — центр Черневского сельсовета Осташёвской волости Волоколамского уезда.
По материалам Всесоюзной переписи населения 1926 года — деревня в 13,33 км от Серединского шоссе и 27,73 км от станции Волоколамск Балтийской железной дороги, проживало 336 жителей (142 мужчины, 194 женщины), насчитывалось 79 крестьянских хозяйств, имелась школа.
С 1929 года — населённый пункт в составе Волоколамского района Московского округа Московской области. Постановлением ЦИК и СНК от 23 июля 1930 года округа как административно-территориальные единицы были ликвидированы.
1929—1939, 1957—1963, 1965—1973 гг. — центр Черневского сельсовета Волоколамского района.
1939—1957 гг. — центр Черневского сельсовета Осташёвского района.
1963—1965 гг. — центр Черневского сельсовета Волоколамского укрупнённого сельского района.
1973—1994 гг. — деревня Кармановского сельсовета Волоколамского района.
В 1994 году Московской областной думой было утверждено положение о местном самоуправлении в Московской области, сельские советы как административно-территориальные единицы были преобразованы в сельские округа.
1994—2006 гг. — деревня Кармановского сельского округа Волоколамского района.
С 2006 года — деревня сельского поселения Спасское Волоколамского муниципального района Московской области.